# Jérémy Chardy
Jérémy Chardy (n. 12 de febrero de 1987 en Pau, Francia) es un exjugador de tenis francés. Tuvo una buena actuación como jugador júnior siendo el campeón de Wimbledon y finalista del US Open en dicha categoría en el año 2005.
En 2006 hizo su debut en un Grand Slam ganándole en la primera ronda del Torneo de Roland Garros al sueco Jonas Björkman y perdiendo luego ante el español David Ferrer.
Su gran actuación hasta el momento se dio en el Torneo de Roland Garros de 2008, donde ingresó como un "wild card". Allí superó fácilmente la primera ronda y en la segunda dio una de las grandes sorpresas del torneo al eliminar al 6.º preclasificado, el argentino David Nalbandián después de haber perdido los dos primeros sets, siendo la primera vez que jugara un partido de 5 sets. Esta se convirtió en su primera victoria sobre un top ten. Su racha continuó al eliminar en la tercera ronda al ruso Dmitry Tursúnov en tres sets y terminó en los octavos de final cuando perdió ajustadamente con el español Nicolás Almagro. Gracias a esta actuación ingresó por primera vez en su carrera entre los 100 mejores del ranking mundial, posicionándose en el puesto N.º 94.
En febrero de 2009 alcanzó su primera final en un torneo ATP en Johannesburgo perdiendo el partido definitorio ante Jo-Wilfried Tsonga. En el camino a la final venció al segundo preclasificado David Ferrer en semifinales, salvando tres puntos de partido en contra.
En el 2010 dio la sorpresa del Torneo de Memphis al derrotar en primera ronda al español Fernando Verdasco por 7-6(4) y 6-3, para caer en segunda ronda ante Luckas Lacko 7-6(4) 2-1 y abandono.
Mientras que en enero de 2013, hace su mejor torneo Australian Open derrotando a Juan Martín del Potro en tercera ronda, un partido que terminó 6-3 6-3 6-7(3-7) 3-6 6-3. Finalmente fue vencido en cuartos de finales por Andy Murray en tres sets. Su último partido fue contra Carlos Alcaraz el 4 de julio de 2023 en Wimbledon.

## Carrera ATP

### 2006
Saltó del n.º 563 en 2005 al n.º 262 a fin de año.
En su debut Grand Slam avanzó a segunda ronda en Roland Garros (venciendo a Jonas Bjorkman, perdiendo ante el n.º 15 David Ferrer en segunda ronda). Llegó a la final de los Futures en Barnstaple, Gran Bretaña (perdiendo ante Stephane Robert) y Khemisset, Marruecos (perdiendo ante Karol Beck).

### 2007
En su primer torneo ATP en el Torneo de Marsella, perdió ante el n.º 20 Jarkko Nieminen en tres tie-breaks en primera ronda. Ganó dos títulos Challenger, venciendo a Denis Gremelmayr en Kosice y a Stéphane Bohli en el Challenger de Barnstaple.
Terminó en el Top 200 por primera vez en el n.º 188. Quedó con marca de 0-3 en torneos ATP.

### 2008
Terminó por primera vez Top 100 tras llegar a dos cuartos de finale en torneos ATP y su mejor Grand Slam con cuarta ronda en Roland Garros.
Abrió la temporada en el circuito Challenger, clasificando al torneo en asfalto del Challenger de Bérgamo y llegando a cuartos la semana siguiente en East London. Luego en arcilla hizo cuartos en el Challenger de Meknes y final en el Challenger de Marrakech (perdiendo ante Gael Monfils).
Recibió una invitación para disputar Roland Garros y venció a Frederico Gil en primera ronda, al n.º 7 David Nalbandian en cinco sets en segunda ronda y a Dmitry Tursunov en tercera antes de caer ante Nicolás Almagro en cuarta ronda. Ante Nalbandian fue su primera victoria Top 10... Luego saltó 51 puestos para entrar al Top 100 en el n.º 94 el 9 de junio.
Venció de nuevo a Frederico Gil en su debut en Wimbledon y en el US Open (venció de nuevo a Frederico Gil en primera ronda, cayendo ante Ígor Andréiev en segunda ronda), siendo la primera vez en la Era Abierta que dos jugadores se midieron en primera ronda en tres Grand Slams seguidos.
En julio clasificó para el Torneo de Gstaad y llegó a sus primeros cuartos de final ATP (perdiendo ante Victor Hanescu). Luego ganó el Challenger de arcilla en Graz (venciendo a Sergio Roitman).
Durante la temporada europea bajo techo llegó a cuartos de final en el Torneo de Moscú (perdiendo ante Igor Kunitsyn) e hizo su debut de Masters 1000 en el Masters de París (perdiendo ante Tommy Robredo en primera ronda).

### 2009
El francés logró su mejor temporada al conseguir primer título ATP World Tour y conseguir llegar a otra final. Uno de los jugadores de mayor avance en el circuito, ganó 35 partidos, 25 más que el año anterior, y llegó a su posición más alto en el ranking en el n.º 31 en noviembre.

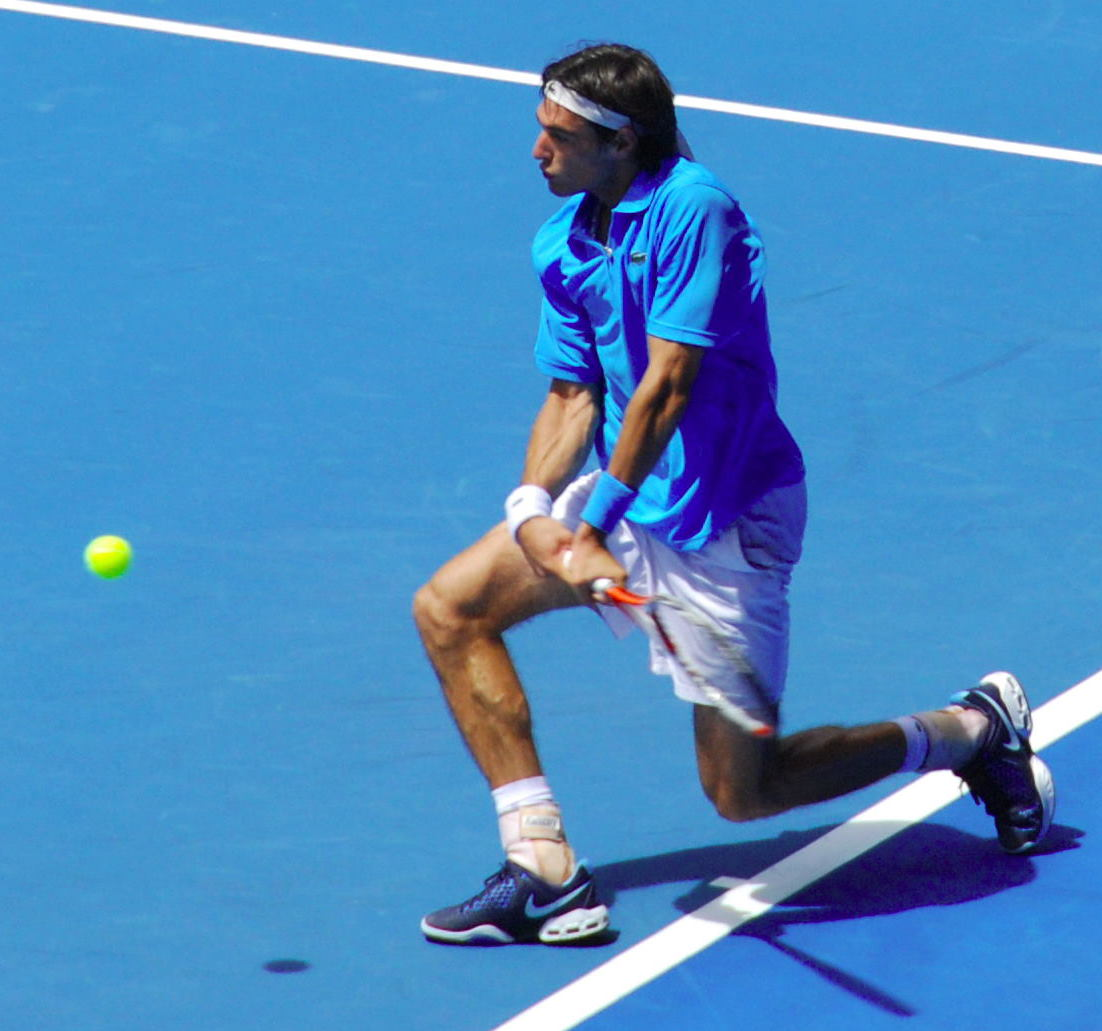
Chardy en el Abierto de Australia 2009

En el Torneo de Stuttgart remontó un set abajo ante el rumano Victor Hanescu para ganar su primer título ATP World Tour.
En febrero llegó a su primera final en el Torneo de Johannesburgo (perdiendo ante su compatriota Jo-Wilfried Tsonga) e hizo semifinales en el Torneo de Delray Beach (perdiendo ante Mardy Fish).
En arcilla llegó a semifianales en el Torneo de Múnich (venciendo a Marin Čilić, perdiendo ante Tomáš Berdych) y tercera ronda en Roland Garros (perdiendo ante Tommy Haas). En la segunda parte del año llegó a cuartos en el Torneo de Gstaad (perdiendo ante Ígor Andréiev) y tercera ronda en el Masters de Cincinnati (enciendo a Tommy Robredo y a John Isner; perdiendo ante Novak Djokovic).
Quedó 0-5 contra rivales Top 10 y copiló marcas de 17-17 en asfalto y 16-8 en arcilla. Logró un premio total de $676,894.

### 2010
El francés logró su segunda temporada seguida en el Top 50 tras conseguir su mejor resultado en un torneo ATP World Tour Masters 1000.
Abrió el año con marca de 1-5 antes de llegar a cuartos en el Torneo de Delray Beach (perdiendo ante Mardy Fish). Llegó a tercera ronda en el Masters de Miami (perdiendo ante Nicolás Almagro) y en Wimbledon (perdiendo ante el n.º 9 David Ferrer).
En arcilla llegó a tercera ronda en el Torneo de Hamburgo (perdiendo ante Jurgen Melzer)  y cuartos de final en el Torneo de Gstaad (perdiendo ante Nicolás Almagro).
Logró su mejor resultado en un ATP World Tour Masters 1000 con cuartos de final en el Masters de Toronto tras vencer a dos Top 10 seguidos, el n.º 9 Fernando Verdasco y al n.º 6 Nikolái Davydenko (perdiendo ante Novak Djokovic). En otoño llegó a cuartos de final en el Torneo de Bucarest (perdiendo ante Albert Montañés) y como clasificado hizo tercera ronda en el Masters de Shanghái (perdiendo ante el n.º 4 Andy Murray).
En dobles logró su primer título ATP en el Torneo de Brisbane (junto con Marc Gicquel) y fue finalista en el Torneo de Hamburgo (haciendo pareja con Paul-Henri Mathieu).

### 2011
El francés terminó fuera del Top 100 por primera vez en 4 años, logrando una semifinal en el Torneo de Moscú como clasificado (perdiendo ante Viktor Troicki) como resultado más destacado de la temporada. Fue el único torneo ATP World Tour donde ganó partidos seguidos.
Logró marcas de 12-5 en Challengers y ganó la copa en el Challenger de Madrid (venciendo a Daniel Gimeno-Traver) y fue finalista en el Challenger de Nottingham 2 (perdiendo ante el israelí Dudi Sela).
Su mejor triunfo ATP fue ante el n.º 10 Jürgen Melzer en primera ronda de la Copa Davis. Luego venció a Martin Fischer en el quinto punto decisivo para dar el triunfo a Francia por 3-2.

### 2012
El francés logró su mejor ranking de fin de año en el n.º 32 (también logrado en el año 2009) al subir 71 posiciones de la temporada anterior para quedar Top 50 por tercera vez en 4 años.
Ganó el Challenger de Nueva Caledonia a principio de año (venciendo a Adrián Menéndez-Maceiras) y fue finalista en el Challenger de Túnez (perdiendo ante Rubén Ramírez Hidalgo) en mayo.
Sus mejores resultados ATP World Tour fueron unas semifinales en el Torneo de Viña del Mar (perdiendo ante Juan Mónaco) y cuartos de final en el Torneo de Acapulco (perdiendo ante Stanislas Wawrinka), en el Torneo de Casablanca (perdiendo ante Albert Ramos), en el Torneo de Hamburgo (perdiendo de nuevo ante Juan Mónaco) y en el Masters 1000 de Cincinnati (venciendo al n.º 4 Andy Murray, perdiendo ante Juan Martín del Potro). También venció a n.º 6 Jo-Wilfried Tsonga en el Masters de Toronto en camino a la tercera ronda (perdiendo ante Marcel Granollers).
En Grand Slams llegó a tercera ronda del US Open (perdiendo ante el sorprendente Martin Klizan), segunda ronda en Roland Garros (perdiendo ante Janko Tipsarević) y en Wimbledon (perdiendo una vez más ante el argentino Mónaco) y no disputó el Abierto de Australia.
En dobles logra el título en el Torneo de Stuttgart junto con el polaco Lukasz Kubot, con el que también llegó a la final del Torneo de Bucarest. Logró marcas de 12-8 en arcilla, 10-10 en asfalto y 2-2 en césped. Quedó 2-2 contra rivales Top 10.

### 2013
Terminó de nuevo entre los 50 (n.º 33) mejores del ranking por cuarta vez en cinco años.
El francés llegó a su primeros cuartos de final en un Grand Slam en el Abierto de Australia. Ganó sorpresivamente al n.º 6 Juan Martín del Potro en cinco sets muy apretados (3-6, 3-6, 7-7, 6-6 y 3-6) en tercera ronda y a Andreas Seppi en cuarta ronda (5-7, 6-3, 6-2 y 6-2), para caer en cuartos de final ante Andy Murray en tres sets. Tras esto ascendió hasta la 25 posición del ranking (su puesto más alto).
El 9 de febrero, perdió en el Torneo de Viña del Mar en semifinales (siendo derrotado por Rafael Nadal). Cayó en segunda ronda del Masters de Cincinnati (perdiendo ante Björn Phau). Semanas después cayó de nuevo en segunda ronda del Masters de Miami ante el belga Xavier Malisse.
En la temporada de arcilla no logra grandes resultados en individuales, pero en dobles, junto con Kubot, consiguen llegar hasta las semifinales del Masters de Madrid (perdiendo ante los hermanos Bryan 10-4 en la muerte súbita del tercer set). En el Masters de Roma llega hasta tercera ronda (perdiendo ante Marcel Granollers). Como cabeza de serie n.º 25, cayó en tercera ronda de Roland Garros (perdiendo ante Jo-Wilfried Tsonga).
En junio cayó en tercera ronda de Wimbledon por segunda vez (también en 2010), perdiendo ante el n.º 1 Novak Djokovic.
El 14 de agosto, se retiró con una lesión de rodilla izquierda en el Masters de Cincinnati en su partido ante el español Feliciano López, posteriormente también se retiró de dobles (donde jugaba junto con Richard Gasquet). En el US Open solo pudo llegar hasta segunda ronda (perdiendo ante su compatriota Julien Benneteau).
No tuvo grandes resultados en la gira asiática, llegando a segunda ronda en el penúltimo Masters 1000 de la Temporada, el de Shanghái, cayendo ante Nicolás Almagro. Llegó hasta cuartos de final en el Valencia Open 500 (venciendo al cabeza de serie n.º 4 John Isner en tercera ronda, perdiendo ante Dmitry Tursúnov) y para cerrar su temporada cayó en primera ronda del Masters de París ante Lukáš Rosol.
Compiló marcas de 10-14 en cemento, 8-9 en tierra batida y 4-2 en pasto. Quedó 1-5 contra rivales Top 10 y ganó premios en dinero de $854.553.

### 2014
Chardy arrancó el año como n.º 34 del ranking mundial.
Su primer torneo de manera oficial fue el de Brisbane. En primera ronda derrotó a su compatriota Adrian Mannarino por 7-6(4), 7-5. En segunda ronda se deshizo de otro francés, Nicolas Mahut por parciales de 7-5, 6-7(4), 6-3. En cuartos de final venció al local Samuel Groth por 7-5, 6-4. En semifinales cayó ante el primer cabeza de serie y ex n.º 1 del mundo, Roger Federer, por un tanteo de 3-6, 7-6(3), 3-6.
Como el cabeza de serie n.º 30 llegó al primer Grand Slam del año, el Abierto de Australia 2014 donde defendía bastantes puntos debido a sus cuartos de final del año anterior. En primera ronda derrotó cómodamente al holandés Jesse Huta Galung por 6-2, 6-4 y 6-4. En segunda ronda ganó en un gran partido al ucraniano Aleksandr Dolgopólov por 7-5, 7-6(5), 6-7(3), 7-6(5). En tercera ronda cayó ante el n.º 3 David Ferrer por un contundente 2-6, 6-7(5) y 2-6. Bajó hasta la posición n.º 44 en el ranking.
Luego viajó hasta Sudamérica para disputar la Gira Latinoamericana de Oro. Su primer torneo de esta serie fue el de Viña del Mar. En primera ronda venció sin dificultades al wild-card chileno Christian Garin por 5-7, 0-6.

## Torneos de Grand Slam

### Dobles

#### Finalista (1)
| Año  | Torneo        | Pareja         | Oponentes en la final       | Resultado   |
| 2019 | Roland Garros | Fabrice Martin | Kevin Krawietz Andreas Mies | 2-6, 6-7(3) |

## Títulos ATP (8; 1+7)

### Individual (1)
| Leyenda                       |
| Grand Slam (0)                |
| ATP Wourld Tour Final (0)     |
| ATP Masters 1000 (0)          |
| ATP World Tour 500 series (0) |
| ATP World Tour 250 series (1) |

| N.º | Fecha               | Torneo    | Superficie    | Oponente en la final | Resultado     |
| --- | ------------------- | --------- | ------------- | -------------------- | ------------- |
| 1.  | 13 de julio de 2009 | Stuttgart | Tierra batida | Victor Hănescu       | 1-6, 6-3, 6-4 |

#### Finalista (2)
| N.º | Fecha                | Torneo           | Superficie | Oponente en la final | Resultado   |
| --- | -------------------- | ---------------- | ---------- | -------------------- | ----------- |
| 1.  | 2 de febrero de 2009 | Johannesburgo    | Dura       | Jo-Wilfried Tsonga   | 4-6, 6-7(5) |
| 2.  | 17 de junio de 2018  | 's Hertogenbosch | Hierba     | Richard Gasquet      | 3-6, 6-7(5) |

### Dobles (7)
| Leyenda                       |
| Grand Slam (0)                |
| ATP Wourld Tour Final (0)     |
| ATP Masters 1000 (0)          |
| ATP World Tour 500 series (1) |
| ATP World Tour 250 series (6) |

| N.º | Fecha                 | Torneo    | Superficie    | Pareja         | Oponentes en la final             | Resultado           |
| --- | --------------------- | --------- | ------------- | -------------- | --------------------------------- | ------------------- |
| 1.  | 10 de enero de 2010   | Brisbane  | Dura          | Marc Gicquel   | Lukáš Dlouhý Leander Paes         | 6-3, 7-6(5)         |
| 2.  | 15 de julio de 2012   | Stuttgart | Tierra batida | Łukasz Kubot   | Michal Mertiňák André Sá          | 6-1, 6-3            |
| 3.  | 26 de julio de 2015   | Bastad    | Tierra batida | Łukasz Kubot   | Juan Sebastián Cabal Robert Farah | 6-7(6), 6-3, [10-8] |
| 4.  | 6 de enero de 2017    | Doha      | Dura          | Fabrice Martin | Vasek Pospisil Radek Štěpánek     | 6-4, 7-6(3)         |
| 5.  | 17 de febrero de 2019 | Róterdam  | Dura (i)      | Henri Kontinen | Jean-Julien Rojer Horia Tecău     | 7-6(5), 7-6(4)      |
| 6.  | 24 de febrero de 2019 | Marsella  | Dura (i)      | Fabrice Martin | Ben McLachlan Matwé Middelkoop    | 6-3, 6-7(4), [10-3] |
| 7.  | 5 de mayo de 2019     | Estoril   | Tierra batida | Fabrice Martin | Luke Bambridge Jonny O'Mara       | 7-5, 7-6(3)         |

#### Finales (9)
| N.º | Fecha                    | Torneo          | Superficie    | Pareja             | Oponentes en la final              | Resultado           |
| --- | ------------------------ | --------------- | ------------- | ------------------ | ---------------------------------- | ------------------- |
| 1.  | 25 de octubre de 2009    | San Petersburgo | Dura          | Richard Gasquet    | Colin Fleming Ken Skupski          | 6-2, 5-7, [4-10]    |
| 2.  | 19 de julio de 2010      | Hamburgo        | Tierra batida | Paul-Henri Mathieu | Marc López David Marrero           | 3-6, 6-2, [8-10]    |
| 3.  | 26 de febrero de 2011    | Dubái           | Dura          | Feliciano López    | Sergiy Stajovski Mijaíl Yuzhny     | 6-4, 3-6, [3-10]    |
| 4.  | 23 de abril de 2012      | Bucarest        | Tierra batida | Łukasz Kubot       | Robert Lindstedt Horia Tecău       | 6-7(2), 3-6         |
| 5.  | 13 de julio de 2014      | Båstad          | Tierra batida | Oliver Marach      | Nicholas Monroe Johan Brunström    | 6-4, 6-7(5), [7-10] |
| 6.  | 7 de mayo de 2017        | Múnich          | Tierra batida | Fabrice Martin     | Juan Sebastián Cabal Robert Farah  | 3-6, 3-6            |
| 7.  | 8 de junio de 2019       | Roland Garros   | Tierra batida | Fabrice Martin     | Kevin Krawietz Andreas Mies        | 2-6, 6-7(3)         |
| 8.  | 20 de septiembre de 2020 | Roma            | Tierra batida | Fabrice Martin     | Marcel Granollers Horacio Zeballos | 4-6, 7-5, [8-10]    |
| 9.  | 7 de febrero de 2021     | Melbourne II    | Dura          | Fabrice Martin     | Nikola Mektić Mate Pavić           | 6-7(2), 3-6         |

## ATP Challenger Tour
| N.º | Fecha      | Torneo                   | Superficie    | Oponente en la final | Resultado           |
| --- | ---------- | ------------------------ | ------------- | -------------------- | ------------------- |
| 1.  | 11.06.2007 | Challenger de Košice     | Tierra batida | Denis Gremelmayr     | 4-6, 7-6(5,) 6-4    |
| 2.  | 22.10.2007 | Challenger de Barnstaple | Dura (i)      | Stéphane Bohli       | 7-6(4), 6-7(1), 7-5 |
| 3.  | 28.07.2008 | Challenger de Graz       | Tierra batida | Sergio Roitman       | 6-2, 6-1            |
| 4.  | 02.10.2011 | Challenger de Madrid     | Tierra batida | Daniel Gimeno-Traver | 6-1, 5-7, 7-6(3)    |
| 5.  | 07.01.2012 | Challenger de Numea      | Dura          | Adrián Menéndez      | 6-4, 6-3            |

## Clasificación en torneos del Grand Slam
| Torneo          | 2006 | 2007 | 2008 | 2009 | 2010 | 2011 | 2012 | 2013 | 2014 | 2015 | 2016 | 2017 | 2018 | 2019 | 2020 | 2021 | Títulos |
| --------------- | ---- | ---- | ---- | ---- | ---- | ---- | ---- | ---- | ---- | ---- | ---- | ---- | ---- | ---- | ---- | ---- | ------- |
| Australian Open | -    | Q1   | Q1   | 2R   | 1R   | 1R   | 1R   | CF   | 3R   | 2R   | 2R   | 2R   | 1R   | 2R   | 1R   | 1R   | 0       |
| Roland Garros   | 2R   | Q1   | 4R   | 3R   | 1R   | 2R   | 2R   | 3R   | 2R   | 4R   | 3R   | 2R   | 2R   | 1R   | 1R   | 1R   | 0       |
| Wimbledon       | -    | -    | 2R   | 1R   | 3R   | 1R   | 2R   | 3R   | 4R   | 1R   | 2R   | 1R   | 1R   | 1R   | ND   |      | 0       |
| US Open         | -    | -    | 2R   | 1R   | 2R   | -    | 3R   | 2R   | 2R   | 4R   | 2R   | 1R   | 2R   | 2R   | 1R   |      | 0       |